# عملة

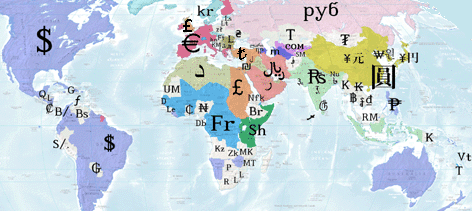
رموز العملات المتداولة في العالم حسب الدول

النقد أو العملة هي وحدة التبادل التجاري، وهي تختلف من دولة إلى أخرى، وتمثل العملة شكل يسهل التبادل التجاري مقارنة بالأسلوب التبادلي القديم القائم على تبادل السلع مباشرة، ويأتي معنى كلمة العملة من كلمة التعامل، ويقصد بها شكل المال الذي يتم التعامل التجاري به ، ويمكن تداول هذه العملة مع عملات أخرى في سوق الصرف الأجنبي أو سوق الفوركس حتى تكون للعملة قيمة بالنسبة للعملات الأخرى.

## تعريف النقود

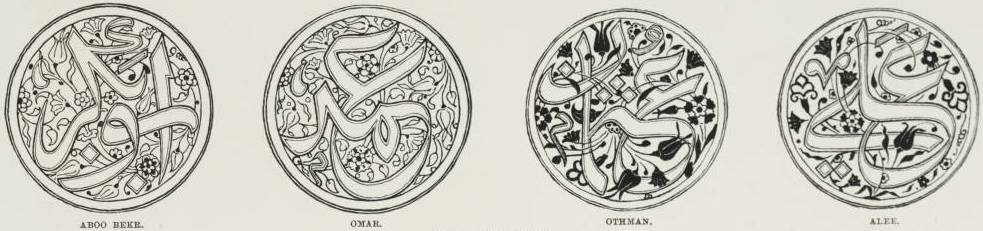
عملات مصرية سنة 1878 - تحمل أسماء الخلفاء الراشدين أبو بكر وعمر وعثمان وعلي (رضي الله عنهم)

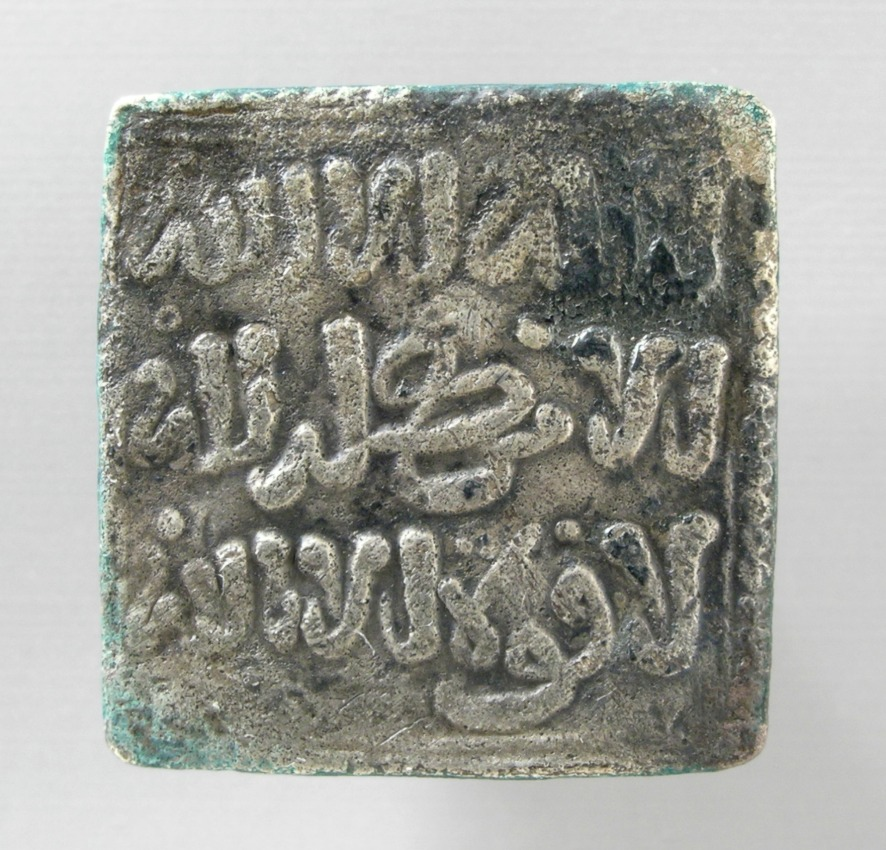
قطعة نقدية مربعة ضربت في عهد الموحدين.

يعرف الاقتصاديون النقود بأنها أي شيء مقبول قبولاً عاماً للدفع من أجل الحصول على السلع أو الخدمات الاقتصادية، أو من أجل إعادة دفع الديون، فمثلاً عند القول إن الدينار يعد نقداً فهذا صحيح أو أن نقول الشيكات هي نقود.
وتعرف النقود في المفهوم الاقتصادي على نوعين: نقود حقيقية وأخرى تقديرية، فالنقود الحقيقية (Real Money) هي التي لها وجود مادي مثل الليرة العثمانية (المجيدية)، والتي كانت متداولة في سوريا والعراق قبل الحرب العالمية الأولى، وكذلك الجنيه الإنكليزي الذهبي والروبية الهندية الفضية. أما النقود التقديرية أو التعدادية (Account Money) التي ليس لها وجود مادي وإنما تستعمل كوحدة للتحاسب كالدينار في الدول العربية، والدولار الأمريكي في الولايات المتحدة الأمريكية والجنيه الإنكليزي في إنجلترا.
والنقود الحقيقية تنقسم بدورها إلى قسمين ؛ نقود قانونية (Legal Money) ونقود مساعدة أو رمزية (Token Money).
فالنقود أداة اجتماعية لها تاريخها. والنقود ظاهرة اجتماعية، كونها جزءاً لا يتجزأ من النشاط الاقتصادي والتجاري، الذي هو بطبيعته نشاط اجتماعي، وهي لا تتمتع بصفتها هذه إلا بقبول أفراد المجتمع لها، هذا القبول الذي تحقق من خلال عملية تاريخية طويلة.
وبذلك يكون للنقود تاريخها، إذ ابتدعتها رغبة الجماعات إلى توسيع التبادل فيما بينها، فنشأتها مرتبطة بنشوء اقتصاد المبادلة الذي يفترض تقسيم العمل والفائض الاقتصادي والملكية الخاصة لوسائل الإنتاج ويدعم وجودها بازدياد التخصص وتقسيم العمل مع تطور النشاط الاقتصادي.
ويوجد في العالم عملات مختلفة منها القوي (ويقصد بالقوي بشعبيتها على مستوى العالم وليس بقيمتها المادية العالية مقابل العملات الأخرى) ومنها الضعيف. كما تتفاوت قيمة العملات فيما بينها، ويعتبر الدينار الكويتي أغلى العملات قيمة في الوقت الحالي. كما أن هناك عملات خاصة بكل دولة أو عملات إتحادية خاصة بالدول المنضمة إلى إتحادات اقتصادية.

## تاريخ النقود

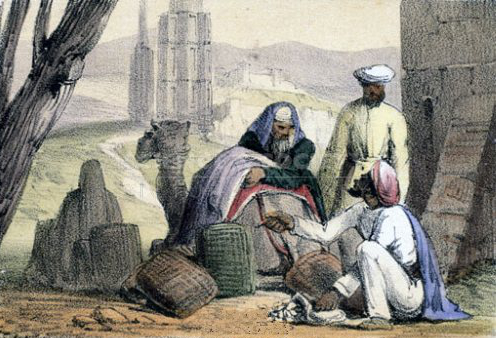
تاجر عربي في القرن التاسع عشر الميلادي يتداول الودع كعملة

تطورت العملات عبر العصور وكانت لها أشكال عدة فأبتدات من التبادل السلعي للسلع ثم تبادل المعادن الثمينة كالذهب والفضة، وأخيراً العملات الورقية المعمول بها حالياً، والشيكات وغيرها من أشكال العملة الورقية، وما زالت في تطور نحو استخدام الأساليب الحديثة في التبادل التجاري كالنقود الإلكترونية وغيرها. وفي كتاب (التحويل الخارجي في القضاء والعمل)، حيث يبيِّن مؤلفه العلامة الاقتصادي حسن النجفي في مقدمة الكتاب عراقة حضارة وادي الرافدين في المؤسسات المصرفية وأعمال الصرف الخارجي منذ مطلع الألف الثاني قبل الميلاد. ويبيِّن حسن النجفي أهمية العثور على رقيمٍ من الطين يعود تاريخهُ إلى السنة الأولى من حكم حمورابي 2100 ق.م. وفيه أوّل صيغة تاريخية للتحويل الخارجي عرفها العالم، وكانت هذه الوثيقة عبارة عن حوّآلة خارجية صادرة عن أحد مراكز العبادة في مدينة سيبار في بلاد بابل الواقعة على نهر الفرات، تخوِّل حاملها بأن يستلم بعد مرور خمسة عشر يوماً في مدينة (أيشاما) الآشورية الواقعة على نهر دجلة (8.5) منّاً من معدن الرصاص المودعة عند كاهنة المعبد.
وهذا المثال الذي مضى عليه أربعة آلاف عام، هو واحد من أمثلة كثيرة تبيّن مدى الثقة الممثلة بأدوات الائتمان التي اعتمدها سكان العراق القدماء في تعاملهم الخارجي وفي تيسير أمورهم الخارجية، وقد مارست مؤسساتُهم أعمال الصيرفة والتحويل الخارجي في ذلك الزمن البعيد حتى قبل أن تُكتشف النقود بمفهومها الحديث. ولقد بقي العراق يتعامل بالعملات الأجنبية بالداخل وفي التجارة الخارجية، وهي نقود ذهبية أجنبية أو عثمانية ومنها النقود الجديدة التي ضربت وسكت في عهد الدولة العثمانية في الفترة بين عامي 1844- 1917م، وأعلنت تعريفات في أسعارها بالقياس إلى النقود القديمة بين حين وآخر، وبذلك وضعت حكوماته حدّاً لفوضى التعامل بالعملات المتداولة المحلية والأجنبية.
والدينار هو أول عملة إسلامية أصدرها الخليفة عبد الملك بن مروان في عهد الدولة الأموية.

## وظائف النقود
للنقود عدة وظائف منها:
- وسيلة للتبادل: في السوق توجد نقود على شكل عملة لانها تسهل عملية التبادل التجاري بين الناس وتدعم الكفاءة الاقتصادية من خلال اختصار الوقت المصروف في تبادل السلع والخدمات.
- وحدة حساب : وهي وحدة حساب بمعنى إنها تستعمل لقياس القيمة الاقتصادية فنحن نقيس قيمة السلع والخدمات بصيغة النقود فمثلاً عند حساب الناتج المحلي الإجمالي لا نستطيع أن نجمع الأوزان مع المساحات مع الأعداد لهذا نحسب قيمتها بالنقود
- مخزن للقيمة : تقوم النقود بخزن القيمة الشرائية عبر الزمن وإن هذه الوظيفة تكون مفيدة لان الشخص لا يرغب بانفاق دخله على الفور عند استلامه (وهذه الوظيفة ليست ذات فعالية كبيرة عند وجود التضخم)، وليست العملة الورقية الشي الوحيد القابل لخزن القيمة فيوجد الشيكات والأسهم والمعادن الثمينة كالذهب والفضة أو أي أصل من الأصول السهلة التحويل إلى عملة.

## شروط العملات
حتى نستطيع تسمية أي شيء بالنقد أو العملة يجب أن تتوفر فيه خصائص معينة وهي:
- قابل للقياس بسهولة.
- مقبول على نحو واسع.
- قابل للتقسيم إلى أجزاء.
- سهل الحمل.
- لا يتلف بسهولة.
- له قيمة قائمة بذاته.

## مكانة النقود وأهميتها في النظم الاقتصادية المختلفة

### النقود في الاقتصاد الرأسمالي
لقد كانت الفكرة التي سيطرت على جميع النظريات (المركانتيلية) القديمة من القرن الخامس عشر حتى القرن الثامن عشر،هي أن النقود هي الشكل الأمثل للثروة، أو (سيدة الثروات) وهي فكرة ترتكز على الإيمان الجازم بهيمنة الثروة النقدية - أو بعبارة أوسع المعادن الثمينة على سائر أشكال الثروات وأنواعها.
وكانت سياسة الدول في ذلك الحين تتجه نحو زيادة الموجود من النقود في البلاد، صحيح أن هناك نظريات مركانتيلية عدة، لكنها جميعاً كانت تضع نصب أعينها هدفاً أساسياً واحداً، هو زيادة الاحتياطي من النقود المعدنية في البلاد ومن أجل الوصول إلى ذلك أهتمت الحكومات بتشجيع تصدير البضائع والحد من الاستيراد.
ولكن هذا المبدأ لم يدم طويلاً، حين ظهر خطأه سريعاً وإلى أن اختفى ولم يعد يظهر إلا في حملة آراء الاقتصاديين التقليديين والواقع أن النقود - حتى الذهب والفضة - ليست شيئاً بحد ذاتها، إنها ليست سوى واسطة للتبادل من الناحية الاجتماعية، وهذه الوظيفة واسطة للتبادل يمكن أن تمارس بصورة تامة وحتى لو كانت النقود من النوع الذي ليست فيه قيمة حقيقية بحد ذاتها كالنقود الورقية أو التي ليس لها سند مادي.
أما إذا لم ننظر إلى الموضوع من وجهته الاجتماعية ونظرنا إليه من وجهته الفردية فإن من البديهي الملاحظة بأن من يحوز على نقود يستطيع أن يحصل مقابلها في السوق على أي سلعة يشاء وفي أي وقت يشاء، وذلك بفضل الوظائف التي تعطي النقود قوة شرائية عالية حيال سائر أنواع السلع والثروات الأخرى، ولكن الخلط بين الدور الفردي الذي تقوم به النقود والدور الاجتماعي هو الذي قاد بعض الاقتصاديين التقليديين ولا سيما المركانتيليين إلى إعطاء النقود مكانة الصدارة على سائر الثروات بحيث أصبحت (سيدة الثروات) ولكن إذا أخذ في الاعتبار أن النقود ليست لها منفعة مباشرة بحد ذاتها، وأن من يحوزها لا يستطيع أن يحصل على ما يريد من السلع إلا إذا وجدت هذه السلع بالفعل في السوق وفي الوقت المطلوب، فإننا نجد أنه يجب أن توجد في السوق سلع يكون عرضها قادراً في كل لحظة على مواجهة الطلب الناجم من استخدام النقود، فإذا لم توجد هذه السلع في السوق، وإذا كانت أداة الإنتاج غير منظمة بحيث تستطيع أن تلبي حاجة الطلب عندما يتزايد الطلب، فإن هذا الطلب سوف يتجاوز العرض وترتفع بالتالي الأسعار إلى الحد الذي يؤدي فيه ارتفاع الأسعار إلى تنحية قسم من المشترين، أولئك الذين يكونون أقلّ استعمالاً للشراء أو الذين يكونون في حوزتهم نقود أقل.
وهكذا فإن الوجهة الفردية فيما يتعلق بالنقود لا ينبغي أن تحجب الوجهة الاجتماعية فعندما يولد عدم توافق في تطور هاتين الوجهتين مع بعضها بصورة منسجمة أي عندما يحوز الأفراد على مبلغ من النقود تمنحهم قوة شرائية تفوق ما هو معروض للبيع فإن هذه القوة الشرائية تضعف ويفقد هؤلاء الأفراد جزءاً من منفعة النقود الموجودة بحوزتهم. ولتكوين فكرة واضحة عن أن النقود ليست شيئاً من الوجهة الفردية إذا كانت لم تقترن بإنتاج موازي للسلع من الوجهة الاجتماعية فإنه يكفي أن نتصور اقتصاداً تكون فيه الموجودات من النقود مكتنزة عند الأفراد دون مقابلها من سلع وخدمات بقصد البيع، ففي مثل هذه الظروف إذا أراد الأفراد أن يستخدموا نقودهم للحصول على السلع والخدمات وإن العرض الذي يفترض أن يواجه طلبهم يكون مصوناً وتفقد النقود قوتها الشرائية ولا يعود لها مطلقاً أي منفعة من الوجهة الفردية.
نستخلص مما تقدم أنه عندما نسعى إلى تحديد مكانة النقود وأهميتها في الاقتصاد الرأسمالي فإن علينا تجنّب الوقوع في الخطأ الذي وقع فيه (المركانتيليون) وغيرهم في الماضي وإذا انطلقنا من وظائف النقود التي شرحناها فإننا نلاحظ فائدة دراستنا للظواهر النقدية، ذلك لأن النقود تسهل التبادل من كل النواحي، كذلك فإن وظيفة النقود المتعلقة بحفظ قيمة النقود هي وظيفة لا غنى عنها لتمكين الاقتصاد القائم على المبادلة من أن يتطور وينمو.
والواقع أن الاقتصاد الرأسمالي يرتكز على أساس ملكية الأفراد لأدوات الإنتاج، وإن الإنتاج هو إنتاج تلقائي يتم عن طريق قوى السوق وجهاز الأثمان الذي يلعب الدور الحيوي في توزيع القوى الإنتاجية، بعبارة أخرى السوق وحركات الأثمان هي الأساس في التنسيق في الاقتصاد الرأسمالي، وفي هذا الاقتصاد لا تكمن أهمية النقود فقط في كونها وسيطاً للتبادل، بل هي تدخل في معاملات السوق على هيئة الأثمان، فإن كل طلب على سلعة أو خدمة يوجد مقابله عرض للنقود، والعكس صحيح.
ونحن نعلم أن الأثمان تتشكل في النظام الرأسمالي عندما يحدث توازن بين الكمية المعروضة والكمية المطلوبة. وبما أن كل عرض للنقود يجب أن يقابله طلب على السلعة والعكس بالعكس لذلك فمن الضروري أن تكون كمية النقود قيد التداول كافية بالنسبة للحاجات ولكن ليس أكثر منها. حتى لا يختل المستوى العام للأثمان بسبب تزعزع كمية التداول النقدي.
أي لا يجب أن ترتفع الأثمان بسبب فائض في كمية النقود المتداولة، أو تنخفض الأثمان بسبب شحّ في النقود المتبادلة. ولكي يبقى المستوى العام للأثمان ثابتاً مستقراً فإنه يجب أن يبقى توازن بين كمية النقود المتداولة وكمية السلع المتبادلة، ويجب أن تتوازى كمية النقود مع الحاجات ومع كمية المنتجات المعروضة. وإلا فإن مستوى الأثمان يتعرّض لهزات سيئة وكذلك المستوى العام للأثمان أي القوة الشرائية.

### النقود في الاقتصاد الاشتراكي
تتحدد طبيعة الإنتاج في النظام الاشتراكي حسب علاقات الإنتاج فيها وتقوم على الملكية الجماعية لوسائل الإنتاج وبأن الإنتاج يهدف إلى إشباع الحاجات الاجتماعية وبأن العملية الاقتصادية عملية مخططة.
وفي هذا النظام الاقتصادي تتداول النقود بين الأفراد، كما تتداول الشيكات والكمبيالات في المعاملات الكبيرة بين المشروعات المملوكة ملكية جماعية، ولكن على خلاف النظام الاقتصادي الرأسمالي لا نجد تأثير النقود على الأسعار في المعاملات. وذلك أن حركة الأسعار لا تتحدّد بالسوق (العرض والطلب)، وحجم الإنتاج لا يتأثر بحركة الأسعار وبالتالي يتحدد بدافع الربح النقدي، فالنظام الاقتصادي تحكمه خطة شاملة تضعها الدولة تهدف بها إشباع الحاجات الاجتماعية، ومن هذا المنطلق فخطة الإنتاج أساس النظام النقدي. وعلى هذا الأساس، تقوم الدولة بتحديد كمية النقد المطلوبة وكيفية توزيعها على القطاعات الإنتاجية المختلفة. وهذا يقودنا إلى أن وظيفة الاقتصاد الاشتراكي تتمثل فيما يلي:
- تستخدم النقود كأداة للتداول بين الأفراد، ولكن طبيعة هذه الوظيفة تختلف عنها في الاقتصاد الرأسمالي، فالاقتصاد الاشتراكي تسوده فكرة المنفعة أو قيمة الاستعمال في حين تسود فكرة قيمة المبادلة الاقتصاد الرأسمالي. وبذلك يكون استخدام النقود لا كواسطة لمبادلة سلع من مالك لآخر، وإنما كوسيلة لتوزيع المنتجات التي أعدت للتوزيع لا للبيع في سوق بثمن يتحدد بقيمة المبادلة وبالعلاقة بين العرض والطلب.
- تستخدم النقود في الاقتصاد الاشتراكي كأداة للتحاسب، ولكن أداءها لهذه الوظيفة يختلف عنه في الاقتصاد الرأسمالي، فليس الغرض من التحاسب هو تحديد الربح المستهدف، وإنما تستعمل النقود للمعاملات الكبيرة، كبيع يتم بين مشروعات الدولة، ويتخذ هذا البيع هنا صورة الشيكات والكمبيالات، والغرض المنشود هو التأكد من كفاءة المشروع، ولهذا تكون النقود أداة لتحديد كفاءة المشروع، أي أداة لإنتاج أقصى قدر من المنتجات بأقل جهد بشري ممكن.
- وقد تستخدم النقود في الاقتصاد الاشتراكي أداة ادّخار، ولكنها لا تقوم في هذا الاقتصاد مطلقاً بوظيفة الاستثمار، فلا يمكن للفرد أن يصبح رأسمالياً بشراء وسائل الإنتاج، ولا يمكن للنقود أن تلد نقوداً عن طريق الائتمان، وإنما يمكن للفرد أن يشتري سنداً من سندات الدولة ويحصل عنه فائدة، ولكن أهمية هذا التوظيف في أن الدولة تعطي أجوراً معينة، فمن كانت حاجته كبيرة أنفق كل دخله، ومن كان غير ذلك استطاع أن يعيد الزيادة في دخله إلى الدولة ليزداد بها الإنتاج فالنقود هنا جزء من خطة التوزيع، أما الفائدة فتدفع لحث الأفراد على إعادة الفائض عن حاجتهم إلى الدولة.

وبذلك يمكن القول أن النقود يمكن أن تستخدم أداة ادّخار واستثمار في يد الدولة دون غيرها كما كانت قبل ذلك أيضاً أداة اقتصادية في يد الدولة تمارس بواسطتها رقابتها على الإنتاج وعلى توزيع المنتجات.